# Piano d'imposta

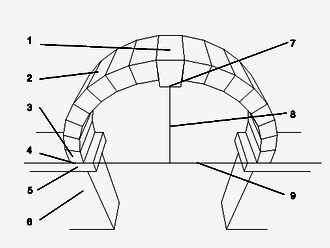
4. Linea d'imposta; 5. imposta

Viene chiamato piano d'imposta il piano murario sopra il quale si inizia ad edificare un arco architettonico o una struttura voltata , ma si può riferire anche ad una trave o qualsiasi altro elemento architettonico. Qualora tale piano di imposta sia inclinato allora ci ritroveremo una volta rampante.
È un piano ideale, geometrico, che in un arco è dato dal piano passante per le linee di imposta (ossia le linee immaginarie che si potrebbero tirare a delimitazione tra l'intradosso e i piedritti) e per il centro dell'arco stesso.